# Žaloba z rušené držby
Žaloba z rušené držby, neboli posesorní žaloba, je žaloba, kterou je možné se chránit proti neoprávněným zásahům do držby práva. Hmotněprávně jsou v § 1003–1008 občanského zákoníku upraveny v podstatě dvě žaloby, žaloba na ochranu rušené držby, odpovídající žalobě zápůrčí, a žaloba proti vypuzení z držby, která je obdobou žaloby na vydání věci. Obě jsou ale svou podstatou stejné a také procesní úprava v § 176–180 občanského soudního řádu je identifikuje jako žalobu jedinou. Principem žaloby z rušené držby je rychlé řízení, umožňující účinnou ochranu držitele a tím i udržení dosavadního pokojného stavu, zároveň však může jít jen o provizorní řešení, protože nevylučuje pozdější spor o určení práva, zejména práva vlastnického. Mimo posesorní soudní ochrany se držitel může bránit i svépomocí, zejména tehdy, je-li mu věc odnímána, nesmí však překročit meze nutné obrany. Neubrání-li se vypuzený držitel svépomocí nebo prostřednictvím této žaloby, držba mu ve smyslu § 1009 občanského zákoníku zanikne.

## Předmět posesorní ochrany
Ochrana není poskytována jen vůči držbě nějaké hmotné věci, tedy držbě vlastnického práva k této věci, ale ke všem právům, která jsou ve smyslu ustanovení § 988 občanského zákoníku způsobilé být předmětem držby. Kromě práv osobních nejde zejména o práva veřejná, jako je např. právo užívání veřejné komunikace, protože ty způsobilým předmětem držby nejsou. Rušením držby je každé omezování držitele ve výkonu drženého práva, např. volného nakládání s věcí, které je svémocné, tedy právem nedovolené. Vypuzením z držby je pak svémocné fyzické odnětí detence věci, úplné zamezení výkonu drženého práva, nedbání povinnosti zdržet se nějakého konání, případně výslovné odepření povinného plnění. Naopak o vypuzení nejde za situace, když někdo získá detenci věci se souhlasem dosavadního držitele a poté věc odmítá vrátit, tehdy je nutné žalovat na základě obligačního poměru z uzavřené smlouvy. Výjimkou je ale nevrácení věci z výprosy, v tomto případě se o vypuzení z držby jedná. Kromě následné ochrany se lze bránit i preventivně, a to je-li držitel ohrožován prováděním nebo odstraňováním stavby, ledaže ve správním řízení neuplatnil své námitky.
Podstatné v případě žaloby z rušené držby je to, že pro její úspěch není potřeba prokazovat kvalifikovanou držbu, ochrana vzhledem k účelu posesorní žaloby platí i vůči držbě neřádné, nepoctivé a nepravé. V tomto řízení se totiž nevede spor o existenci práva, ale o držbu a její rušení. Žalobce, který se domáhá obnovení původního stavu, musí prokázat pouze existenci držby a její svémocné rušení, resp. odnětí ze strany žalovaného. Ten se pak může bránit tím, že žalobce proti němu získal nepravou držbu nebo že byl z držby žalobcem neprávem vypuzen, případně že k zásahu do držby žalobce má právo (např. odstraňování kořenů nebo větví sousedova stromu podle § 1016 odst. 2 občanského zákoníku).

## Řízení o žalobě z rušené držby
Žalobu je třeba podat do šesti týdnů ode dne, kdy se držitel o rušení nebo o vypuzení z držby a o tom, kdo tak činí, dozvěděl. Nejpozději tak ale bez ohledu na svou vědomost o tom může učinit do jednoho roku. Je-li žaloba podána po uplynutí jedné z těchto lhůt, okresní soud žalobu zamítne. Jinak usnesením rozhodne do 15 dnů, a to i bez nařízení jednání jen na základě předložených důkazů, protože jeho zjištění se omezují pouze na existenci poslední držby a její případné rušení (jde-li o zákaz provádění či odstraňování stavby, jednání nařídí a lhůta k rozhodnutí činí 30 dnů).
V řízení se lze domáhat jen obnovení držby a zdržení se dalšího rušení nebo dalšího vypuzení, vznikla-li držiteli újma, musí podat samostatnou žalobu na její náhradu.